# Чителли, Сальваторе
Сальваторе Чителли (итал. Salvatore Citelli; 14 февраля 1875 года, Регальбуто, Сицилия, Италия — 13 июня 1947 года, Катания, Сицилия, Италия) — итальянский оториноларинголог, с 1913 года профессор Университета Катании.

## Биография
Родился 14 февраля 1875 года в городе Регальбуто, в провинции Энна, Сицилия. Изучал медицину в Университете Неаполя, где начал подробно изучать оториноларингологию под руководством Винченцо Коццолино (итал. Vincenzo Cozzolino) и Фердинандо Массея (итал. Vincenzo Cozzolino). В частности работал над изучением структуры слизистой оболочки гортани.
После окончания учебы в Неаполе, отправился в Турин, где некоторое время работал оториноларингологом. В это время Сальваторе Чителли тесно сотрудничал с известным итальянским оториноларингологом Джузеппе Градениго (итал. Giuseppe Gradenigo;1859-1926), также работавшим в Турине.
В 1902 году Сальваторе Чителли стажировался в Берлине, под руководством Августа Лука (нем. August Lucae), в Монако — под руководством Фридриха фон Бецольда (нем. Friedrich von Bezold; 1848-1928).
Вернулся на Сицилию, поселился в Катании, стал преподавать в Университете Катании. В 1913 году стал профессором. В годы Первой мировой войны, будучи волонтером, оказывал медицинскую помощь в хирургических отделениях.
В дальнейшем он продолжил работу в Университете Катании. После смерти Градениго, Сальваторе Чителли стал одним из известнейших в мире итальянских оториноларингологов. Участвовал в Международных конференциях: в 1928 году в Копенгагене,  в 1932 году в Мадриде, в 1936 году в Берлине, в 1938 году в Сальсомаджоре.
Одним из излюбленнейших увлечений Сальваторе Чителли были путешествия по горам, часто посещал вулкан Этна.
Умер Сальваторе Чителли в 1947 году на 72 году жизни. До последних дней жизни, несмотря на плохое состояние здоровья, управлял кафедрой университета.

## Названы именем Чителли
- Абсцесс Чителли (также известен как Мастоидит Чителли) — глубокий натечный абсцесс шеи, образующийся как осложнение мастоидита вследствие прорыва гноя из перисинуозного абсцесса. Патогномоничным симптомом является появление гноя в слуховом проходе, при надавливании на отечность шеи.
- Синдром Чителли — задержка нервно-психического развития, рассеянность, плохая память, сонливость у детей с нарушенным носовым дыханием, в частности в связи с гипертрофией лимфоидной ткани в носоглотке[4].
- Угол Чителли — синодуральный угол, расположен в месте перехода переднего контура пирамиды височной кости в задний. Передняя поверхность пирамиды, соответствующая дугообразному возвышению, выпуклая; задняя, переходящая в борозду сигмовидного синуса, вогнутая. Образующийся угол является проекцией наружного отдела верхнего края каменистой части височной кости.